# 岡田夢以
岡田 夢以（おかだ めい、1996年5月19日 - ）は、埼玉県深谷市出身のアイドル、タレント、声優、女優、歌手。所属事務所はA-PLUSであるが、エースクルー・エンタテインメントとも業務提携を結んでいる。アイドルグループ『転校少女*』の元メンバー。ソロアーティストとしてはMEI名義で活動。愛称はめいしゃん。

## 略歴
- 2014年11月1日、エープラスのオーディションに合格し、同時に合格者で結成された「転校少女歌撃団」（現転校少女*）のメンバー兼リーダーとなる[4]。
- 2016年9月から、ソロ朗読会「夢詠撫子」を開催し、エッセイや短編小説の他、オリジナル脚本を披露した。
- 2019年7月20日、幕張メッセで開催された「D4DJ 1st LIVE day1」より、メディアミックスプロジェクト『D4DJ』内ユニット「Merm4id」のメンバー（「水島茉莉花」役）として声優活動を開始した[5][6]。
- 2019年11月16日、全国ツアー「転校少女*全国ツアー令和元年 "The Fifth Autumn Of Love"」の最終公演（東京・LINE CUBE SHIBUYA（渋谷公会堂））をもって転校少女*を転校した[7]。
- 2020年10月5日、ブシロードの新たなメディアミックスプロジェクト『ROAD59 -新時代任侠特区-』内のジンギ「黒条組(くろじょうぐみ)」の「柊彩愛」 役を演じることを発表した[8]。
- 2023年BanG Dream! シリーズの新たなバンドAve Mujicaのベース担当のメンバー 八幡海鈴/ティモリス役を担当。
- 2025年4月30日、MEI名義で、初のソロミニアルバム『Radiance』（読み：レイディアンス）を発売[2][3]。

## 人物
- 転校少女*時代のメンバーカラーはブルー。
- 趣味はアニメを観ること・イラストを描くこと[9]・リズムゲーム（『D4DJ Groovy Mix』・『ガルパ』）・ゲーム実況映像や色々なアーティストのライブ映像を観ること。
- 好きなアニメに『ARIA The ANIMATION』・『NEW GAME!』・『干物妹!うまるちゃん』・『ゆるキャン△』・『ヴァイオレット・エヴァーガーデン』・『WORKING!!』・『月刊少女野崎くん』等の日常系・ほのぼの系アニメを挙げている[10]。
- 特技は朗読・茶道・書道（七段、雅号は「蘭華」）[11]。
- 好きな食べ物は「麻婆豆腐」・「グリーンカレー」・「揚げ出し豆腐」。「辛い物と豆腐が好き」と述べ、好きな飲み物は「カフェラテ」・「ココア」・「豆乳麦芽コーヒー」。「茶色いものが好き」と述べている[10]。
- 好きな格言（言葉）は「夢見ることができれば、それは実現できる。」（ウォルト・ディズニー）[12]。
- 三人姉妹の二女。1996年5月19日の午前3時34分誕生[12]。
- 「夢以」という名前の由来は「アニメ好きの両親が『となりのトトロ』のメイちゃんからつけてくれました」と述べている[10]。
- 漢字が似ていることからよく「夢似」と間違えられる。夢を以って（もって）と書いて「夢以（めい）」である。
- 中学生の頃はソフトテニス部に所属していた。試合中、度々自分の所へボールが吸い寄せられる現象を受けて、周囲から「ダイソン（掃除機メーカー）」と自身の名前「夢以」を掛け合わせてメイソンと呼ばれていた。[13]

## 出演
太字はメインキャラクター。

### 朗読会「夢詠撫子」
- 第一夜 〜残夏〜（2016年9月1日、風知空知）
- 第二夜 〜羽化〜（2016年11月18日、風知空知）
- 第三夜 〜融化〜（2017年3月1日、風知空知）
- 第四夜 〜蒼夏〜（2017年7月27日、風知空知）[14]
- 第五夜 〜詠歌〜（2018年1月16日、風知空知）
- 第六夜 〜真価〜（2018年5月17日、風知空知）
- 第七夜 〜風夏〜（2018年7月20日、風知空知）
- 第八夜 〜萌芽〜（2018年11月21日、風知空知）[15]
- 第九夜 〜爽歌〜（2019年3月14日、風知空知）[16][17]
- 第十夜 〜蘭華〜（2019年5月19日、晴れたら空に豆まいて）[18]
- 第十一夜 〜百花〜（2019年11月1日、風知空知）[19]
- 〜2019 聖夜〜（2019年12月21日、北とぴあ ドームホール）
- 〜2020 逢春〜（2020年1月25日、eplus LIVING ROOM CAFE & DINING）[20][21][22]
- 〜2020 風香〜（2020年2月23日、晴れたら空に豆まいて）

### 舞台
- リーディングライブ「UBUGOE vol.13」（2016年9月28日、新宿ReNY）
- Just do it!　〜やるっきゃない！〜（2017年4月11日 - 4月16日、テアトルBONBON）
- Just do it!　〜やるっきゃない！〜 追加公演（2017年6月27日 - 7月2日、中野 ザ・ポケット）
- ROAD59 -新時代任侠特区-（2020年12月24日 - 27日、なかのZERO　大ホール） - 柊 彩愛 役
- ROAD59 -新時代任侠特区-摩天楼ヨザクラ抗争（2021年4月15日 - 18日、KAAT神奈川芸術劇場 大ホール） - 柊 彩愛 役
- 舞台「殺人の告白」（2022年6月17日 - 26日、サンシャイン劇場） - チョン・スヨン 役[23]
- 舞台「ゲゲゲの鬼太郎」（2022年7月29日 - 8月15日、明治座/8月19日 - 28日、梅田芸術劇場）[24]
- 舞台「モノノ怪〜化猫〜」（2023年2月4日 - 15日、飛行船シアター） - 珠生 役
  - 舞台「モノノ怪〜座敷童子〜」（2024年3月21日 - 24日、IMM THEATER / 3月29日 - 31日、COOL JAPAN PARK OSAKA WWホール / 4月4日 - 7日、IMM THEATER） - 志乃 役[25][26]
- 舞台 D4DJ「有栖川学院文化祭 LIVE STAGE」（2023年4月30日 - 5月7日、飛行船シアター） - 水島茉莉花 役[27]
- 魔法歌劇 アルマギア〜Episode.0〜（2023年11月2日 - 5日、シアター1010） - マツリカ・オーナメント 役
- らぶフォー the stage -DIVINE 爆誕！-（2023年12月21日 - 25日〈予定〉、こくみん共済 coop ホール/スペース・ゼロ） - 最上羅巫 役[28]

### テレビアニメ
2021年
- D4DJ First Mix（水島茉莉花）
- ぷっちみく♪ D4DJ Petit Mix（水島茉莉花）

2022年
- D4DJ Double Mix（水島茉莉花）

2023年
- D4DJ All Mix（水島茉莉花）
- BanG Dream! シリーズ（2023年 - 2025年、八幡海鈴 / ティモリス） - 2シリーズ

### ゲーム
2020年
- D4DJ Groovy Mix（2020年 - 2023年、水島茉莉花）

2023年
- バンドリ！ガールズバンドパーティ！（八幡海鈴）

2025年
- PROGRESS ORDERS（ジェニー）
- ROAD59 -新時代任侠区- 摩天楼モノクロ抗争（柊彩愛）

### ネット配信

#### 個人
- 岡田夢以 朗読会「夢詠撫子」番外編「バイノーラルって何？テスト配信」（2020年1月20日、YouTube）[35]
- 岡田夢以 朗読会「夢詠撫子」番外編 vol.2（2020年2月20日、YouTube）[36]
- 岡田夢以 YouTube生配信 「お花見撫子」（2020年3月25日、YouTube）[37]
- 岡田夢以 YouTube生配信 「まったりしゃんの部屋へ ようこそ🌸」（2020年4月6日、YouTube）[38]
- 岡田夢以 SHOWROOM配信（2020年4月25日、SHOWROOM）[39]
- 岡田夢以 SHOWROOM配信（2020年5月5日、SHOWROOM）[12]
- 岡田夢以SHOWROOM 誕生日前日配信（2020年5月18日、SHOWROOM）[40]
- 岡田夢以SHOWROOM 誕生日当日配信（2020年5月19日、SHOWROOM）[41]

#### D4DJ
- D4DJユニットミーティング -Merm4id-（2019年9月30日、YouTube）[42]
- ロストディケイド & D4DJ Groovy Mix Presents ONLINE LIVE（2020年3月27日、SHOWROOM）[43]
- MixChannel Presents D4DJ CONNECT LIVE（2020年7月26日、ミクチャ）[44]

### ライブ・イベント

#### 転校少女*
- 渋谷LOFT9アイドル倶楽部vol.4（2019年5月20日、LOFT9 Shibuya）

#### D4DJ
- D4DJ 1st LIVE（2019年7月20日・21日、幕張メッセ 国際展示場ホール1）[45]
- D4DJ 2nd LIVE -Day Party- / -Nonstop Night-（2019年10月14日、品川プリンスホテル　ステラボール）[46]
- 東京激ロックDJパーティー EDGE-CRUSHER Vol.139 19th ANNIVERSARY PARTY & HALLOWEEN SPECIAL（2019年10月27日、clubasia）[47]
- TOKYO MIX JUICE 〜超融合系音楽祭〜（2020年1月25日、WARP SHINJUKU）[48]
- D4DJ D4 FES. -Departure-（2020年1月31日、TOKYO DOME CITY HALL）[49]
- BanG Dream! 8th☆LIVE DAY1：Roselia『Einheit』（2020年8月21日、富士急ハイランド・コニファーフォレスト）- オープニングアクト[50]
- D4DJ Groovy Mix Presents SUMMER STRUGGLE in JINGU（2020年8月29日、明治神宮野球場）- ゲスト[51]
- 「Merm4id from D4DJ Summer Flower Love Dream」ブルーレイ発売記念イベント（2020年９月22日、HMV＆BOOKS SHIBUYA）[52]
- グルミク Presents D4DJ D4 FES. 〜LOVE!HUG!GROOVY!!〜 （2020年10月11日、東京ガーデンシアター[53]）
- Merm4id 1st LIVE Luv♡4U supported by シンガポール政府観光局 （2021年4月2日、Zepp Haneda(TOKYO)）[54]
- Lyrical Lily×Merm4id 合同LIVE NYAN-NYAN SHAKE! (2021年4月24日、Zepp Haneda(TOKYO)) [55]
- Merm4id 7th LIVE 「HE4VENLY MIX」（2025年1月11日、ところざわサクラタウン ジャパンパビリオン ホールA）

### その他
- パチスロ L D4DJ Pachi-Slot Mix（2024年、水島茉莉花[56]）

## ディスコグラフィ

### ミニアルバム
| 発売日        | タイトル | 規格品番   | 規格品番   | 備考 |
| 発売日        | タイトル | 初回限定盤 | 通常盤     | 備考 |
| ------------- | -------- | ---------- | ---------- | ---- |
| 2025年4月30日 | Radiance | ACEL-10007 | ACEL-10008 |      |

### キャラクターソング
| 発売日   | 商品名                                                 | 歌                                                                                 | 楽曲 | 備考                                  |
| 2020年   | 2020年                                                 | 2020年                                                                             | 2020年 | 2020年                                |
| -------- | ------------------------------------------------------ | ---------------------------------------------------------------------------------- | --- | ------------------------------------- |
| 1月29日  | Dig Delight! Aver.                                     | Merm4id                                                                            | 「Floor Killer」 | 『D4DJ』関連曲                        |
| 4月22日  | Direct Drive!                                          | Merm4id                                                                            | 「ING」 | 『D4DJ』関連曲                        |
| 6月24日  | Cosmic CoaSTAR                                         | Merm4id                                                                            | 「round and round」 | 『D4DJ』関連曲                        |
| 12月2日  | 4U                                                     | Merm4id                                                                            | 「4U」 「Make some noise!」 | 『D4DJ』関連曲                        |
| 2021年   |                                                        |                                                                                    | |                                       |
| 1月20日  | D4DJ Groovy Mix カバートラックス vol.1                 | Merm4id                                                                            | 「キューティーハニー」 「DISCOTHEQUE」 | ゲーム『D4DJ Groovy Mix』関連曲       |
| 2月24日  | ぐるぐるDJ TURN!!                                      | D4DJ ALL STARS                                                                     | 「LOVE!HUG!GROOVY!!」 | ゲーム『D4DJ Groovy Mix』主題歌       |
| 6月16日  | BOOM-BOOM SHAKE!                                       | Merm4id                                                                            | 「BOOM-BOOM SHAKE!」 「Princess advent」 | 『D4DJ』関連曲                        |
| 7月21日  | D4DJ Groovy Mix カバートラックス vol.2                 | Merm4id                                                                            | 「Climax Jump」 「Gamble Rumble」 | ゲーム『D4DJ Groovy Mix』関連曲       |
| 8月28日  | なんてカラフルな世界！[D4DJ Remix]                     | D4DJ ALL STARS                                                                     | 「なんてカラフルな世界！[D4DJ Remix]」 | ゲーム『D4DJ Groovy Mix』関連曲       |
| 10月27日 | High tension BPM                                       | Merm4id                                                                            | 「High tension BPM」 「OMG」 | 『D4DJ』関連曲                        |
| 11月24日 | D4DJ 6ユニット3rd Single連動購入特典CD                 | D4DJ ALL STARS                                                                     | 「ぷっちみくパーチナィ！」 | 『D4DJ』関連曲                        |
| 11月24日 | D4DJ 6ユニット3rd Single連動購入特典CD B ver.          | Merm4id                                                                            | 「ぷっちみくパーチナィ！」 | 『D4DJ』関連曲                        |
| 2022年   |                                                        |                                                                                    | |                                       |
| 1月26日  | D4DJ Groovy Mix カバートラックス vol.3                 | Merm4id                                                                            | 「CAT'S EYE」 「どうにもとまらない」 | ゲーム『D4DJ Groovy Mix』関連曲       |
| 4月27日  | D4DJ Groovy Mix カバートラックス vol.4                 | Merm4id                                                                            | 「フジヤマディスコ」 「＊ ～アスタリスク～」                                                                                                   | ゲーム『D4DJ Groovy Mix』関連曲       |
| 4月27日  | V.I.P LAGOON A ver.                                    | Merm4id                                                                            | 「S.T.O.P.!」 「NO-NO」 「HOLY WORRY」 「I will never die」 「Princess advent (V.I.P LAGOON Remix)」                                           | 『D4DJ』関連曲                        |
| 4月27日  | V.I.P LAGOON B ver.                                    | Merm4id                                                                            | 「Make some noise! (V.I.P LAGOON Remix)」 | 『D4DJ』関連曲                        |
| 7月20日  | D4DJ Groovy Mix カバートラックス vol.5                 | Merm4id                                                                            | 「Blazin' Beat」 「Realize」 | ゲーム『D4DJ Groovy Mix』関連曲       |
| 10月26日 | D4DJ Groovy Mix カバートラックス vol.6                 | Merm4id                                                                            | 「Bomb A Head!」 「HONEY」 | ゲーム『D4DJ Groovy Mix』関連曲       |
| 11月16日 | FAKE OFF / 天使と悪魔                                  | Merm4id×燐舞曲                                                                     | 「FAKE OFF」 | テレビアニメ『D4DJ Double Mix』主題歌 |
| 11月16日 | FAKE OFF / 天使と悪魔                                  | Merm4id×燐舞曲                                                                     | 「天使と悪魔」 | 『D4DJ』関連曲                        |
| 2023年   |                                                        |                                                                                    | |                                       |
| 1月25日  | D4DJ Groovy Mix カバートラックス vol.7                 | Merm4id                                                                            | 「real Emotion」 「恋愛♥ライダー」 | ゲーム『D4DJ Groovy Mix』関連曲       |
| 3月15日  | Around and Around                                      | Merm4id                                                                            | 「D.M.F」 | テレビアニメ『D4DJ All Mix』挿入歌    |
| 5月3日   | Get out！                                              | Merm4id                                                                            | 「lovely!!!!」 「Live Life」 「I will never die EDM REMIX」 「Live Life Hard Bass Mix」                                                        | 『D4DJ』関連曲                        |
| 7月12日  | D4DJ Groovy Mix カバートラックス vol.8                 | Merm4id                                                                            | 「Timing」 「GO!!!」 | ゲーム『D4DJ Groovy Mix』関連曲       |
| 7月19日  | G.O.A.T                                                | Merm4id                                                                            | 「G.O.A.T」 「LOVE BITE」 | 『D4DJ』関連曲                        |
| 9月13日  | Alea jacta est                                         | Ave Mujica                                                                         | 「黒のバースデイ」 「ふたつの月 〜Deep Into The Forest〜」 「Choir ‘S’ Choir」 「神さま、バカ」 「Mas?uerade Rhapsody Re?uest」 「Ave Mujica」 | 『BanG Dream!』関連曲                 |
| 12月20日 | D4DJ EXCLUSIVE TRACKS                                  | D4DJ ALL STARS                                                                     | 「LOVE!HUG!GROOVY!! +nova」 | ゲーム『D4DJ Groovy Mix』関連曲       |
| 12月20日 | D4DJ EXCLUSIVE TRACKS                                  | Merm4id                                                                            | 「Floor Killer（After Party Mix）」 | ゲーム『D4DJ Groovy Mix』関連曲       |
| 2024年   |                                                        |                                                                                    | |                                       |
| 1月31日  | MAX!!!!                                                | Merm4id                                                                            | 「MAX!!!!」 「START」 | ゲーム『D4DJ Groovy Mix』関連曲       |
| 4月24日  | D4DJ Groovy Mix カバートラックス vol.9                 | Merm4id                                                                            | 「EXPOSE ‘Burn out!!!’」 「君のせい」 | ゲーム『D4DJ Groovy Mix』関連曲       |
| 5月22日  | D4DJ XROSS∞BEAT                                        | Merm4id×燐舞曲                                                                     | 「Vs or vS」 | ゲーム『D4DJ Groovy Mix』関連曲       |
| 5月22日  | D4DJ XROSS∞BEAT                                        | Merm4id×Lyrical Lily                                                               | 「メタモルフォーゼ」 | ゲーム『D4DJ Groovy Mix』関連曲       |
| 2025年   |                                                        |                                                                                    | |                                       |
| 3月5日   | Killer Tune                                            | Merm4id                                                                            | 「ENDLESS MEMORIES」 「CUT OUT」 「BOOM-BOOM SHAKE!（Aggressive Mix）」                                                                        | 『D4DJ』関連曲                        |
| 3月5日   | SUPERSTAR                                              | Happy Around!・Peaky P-key・Photon Maiden・Merm4id・燐舞曲・Lyrical Lily・UniChØrd | 「SUPERSTAR」 | ゲーム『D4DJ Groovy Mix』関連曲       |
| 3月5日   | D4DJ Groovy Mix カバートラックス Extra Edition Merm4id | 水島茉莉花（岡田夢以）                                                             | 「ラムのラブソング」 | ゲーム『D4DJ Groovy Mix』関連曲       |

### 映像作品
- Merm4id from D4DJ Summer Flower Love Dream（2020年8月21日、イーネット・フロンティア）[57]
- 岡田夢以 10th Anniversary DVD「Mei」（2024年11月6日、エースクルー・エンタテインメント）[58]

### 写真集
- 岡田夢以 1st写真集「Mei」（2024年11月6日、エースクルー・エンタテインメント、撮影：都田和志）[58]

### 雑誌
- MAMOR（マモル） 2017年11月号 （2017年9月21日） - 表紙と巻頭グラビア、自衛隊制服を着用
- 別冊IDOL FILE「MONOTONE CLASSY IDOL」（2018年11月2日）
- 別冊IDOL FILE「LOLITA & GOTHIC」（2019年5月27日）
- FRIDAY 2020年8月21日・28日号（2020年8月7日）[59]
- VOICE Channel vol.13（2020年10月28日）[60]
- 声優パラダイスR vol.39（2020年11月30日）[61]